# Niechorze (maják)
Maják v Niechorze (polsky: Latarnia Morska Niechorze, anglicky: Niechorze Lighthouse) stojí v Polsku na pobřeží Baltského moře ve vsi Niechorze v okrese Grifice v Západopomořanském vojvodství.
Nachází se vysokém útesu mezi majáky Kikut (asi 30 km západně) a Kolobřeh (34 km východně). Maják je kulturní památkou zapsanou v seznamu kulturních památek Západopomořanského vojvodství pod číslem A-1608 z 23. září 1997.

## Historie
Rozhodnutí o postavení majáku v Niechorze padlo v roce 1860. V roce 1863 byla zahájena stavba majáku a uvedena do provozu v roce 1866. Ke svícení byla používána Fresnelova čočka s bílým světlem, zdrojem byl řepkový olejový plamen ze čtyř knotů.
Maják sloužil nepřetržitě až do konce druhé světové války. V meziválečné době v majáku byla otevřena kavárna Arkona. V roce 1945 byl maják cílem dělostřelecké palby, při níž byla zničena lucerna s optickým zařízením. Ustupující němečtí ženisté podminovali maják osmi náložemi, které nestačili odpálit a byly včas zlikvidovány po osvobození majáku. Maják byl obnoven podle původních plánů a jeho znovu rozsvícení bylo provedeno 18. prosince 1948. Vysoký útes byl zabezpečen proti mořské erozi pěti set metrovou betonovou stěnou.
V letech 1999–2000 byla provedena generální oprava majáku. Na jaře roku 2008 byla provedena oprava vyhlídkové terasy (ochozu). Oprava zahrnovala výměnu podlahy terasy a balustrády, výměnu ochranného síta a oken lucerny. V roce 2014 byly provedeny opravy střech přiléhajících budov. Na jaře 2015 byla provedena úprava terénu před hlavním vchodem do majáku a zlikvidovány živé ploty.
Maják je ve správě Námořního úřadu (Urząd Morski) ve Štětíně. Maják je přístupný veřejnosti.

## Popis
Osmiboká věž, která je ukončena korunní obloučkovou římsou, je postavena na 13 m vysoké základně na čtvercovém půdorysu. Je postavena ze žlutých neomítaných cihel a rohové lizény z červených a černých cihel, ukončená ochozem a válcovou lucernou s černou kopulovou střechou. Po obou stranách jsou křídla dvoupatrových budov z režného červeného cihlového zdiva. Budovy jsou tříosé, členěné rámy z lizén, obloučkové korunní a mezipatrové římsy. Na věž vede 208 schodů v levotočitém schodišti. K majáku patří hospodářské budovy, strojovna, zahrada a obvodová cihlová zeď s brankami. Maják má záložní elektrocentrálu pro případ výpadku elektrického proudu.
Zdroj světla s dosvitem do 20 námořních mil je ve výšce 62,80 m n.m. a tvoří jej elektrická 1000 W žárovka a optika sestavena ze čtyř diskových Fresnelových čoček a rotačního zařízení. V případě poruchy je automaticky rozsvícena druhá náhradní 1000 W žárovka. Na kopuli lucerny jsou instalovány směrové antény telekomunikačních operátorů.

## Data
- výška světla byla 62,80 m n. m.[6]
- záblesk bílého světla v intervalu 10 sekund (0,45 s záblesk, 9,55 s pauza)

označení:
- Admirality C2904
- NGA 6502
- ARLHS POL-014

## Zajímavosti
- Maják byl vyobrazen na poštovní známce (katalogové číslo 4095) v roce 2006.[8]
- Před majákem se nachází Park miniatur polských majáků
- V roce 1964 na majáku a v jeho okolí natáčeny scény pro polský film Beata režisérky Anny Sokołowské.

## Turistika
V blízkosti majáku vede  červená turistická cesta E9 Námořní cesta dr. Czesława Piskorského.

## Galerie

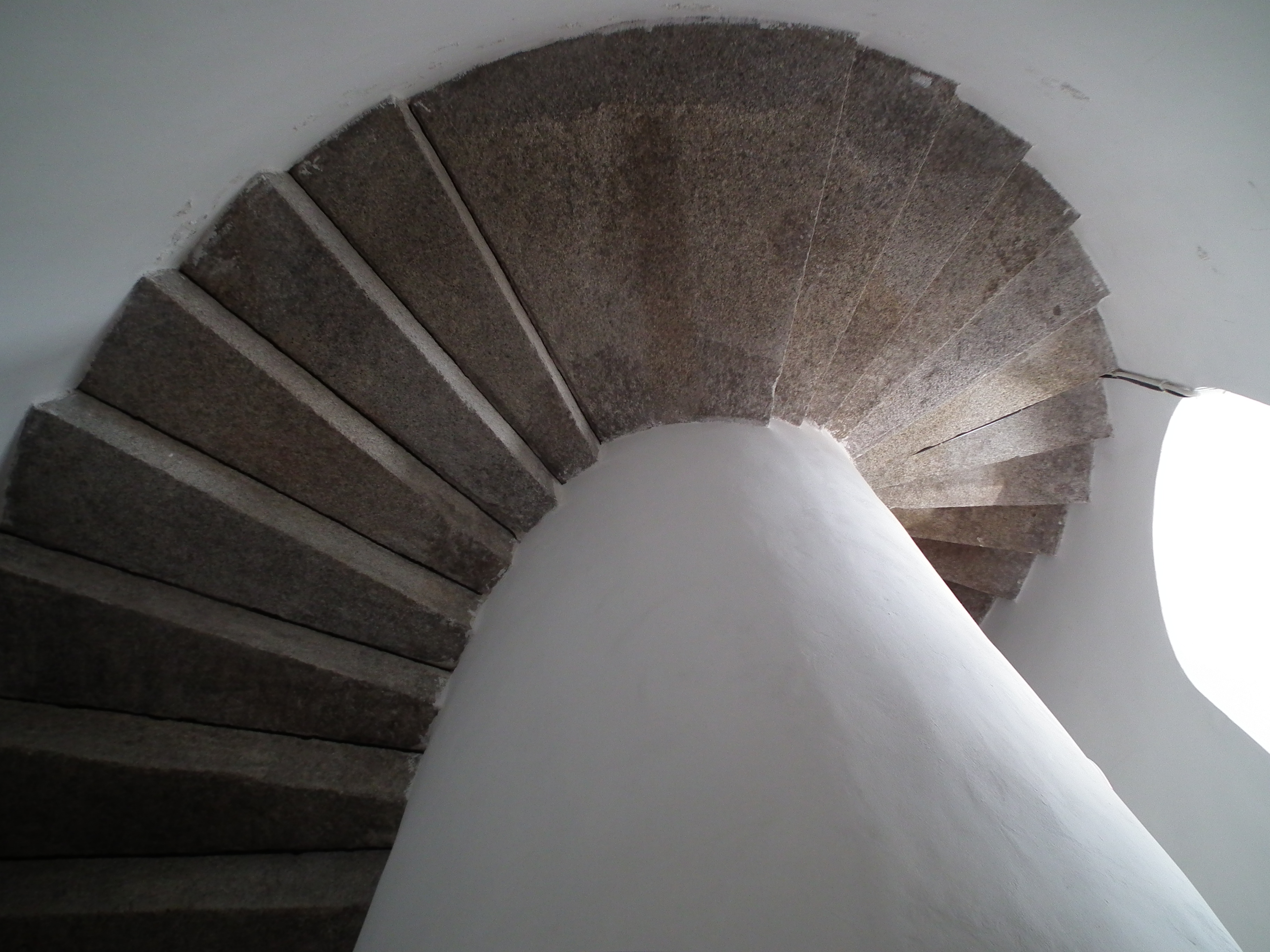
Schodiště
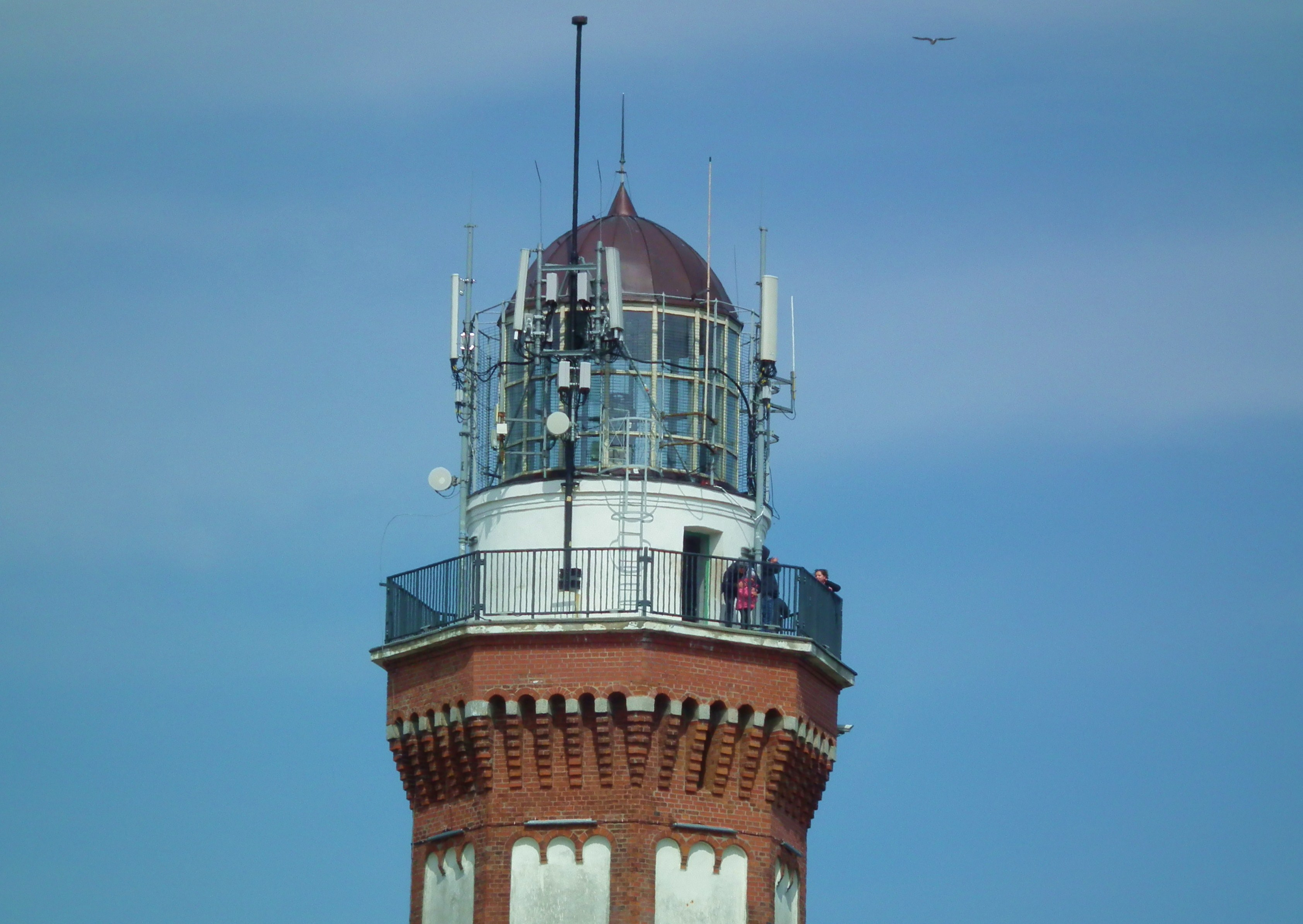
Lucerna
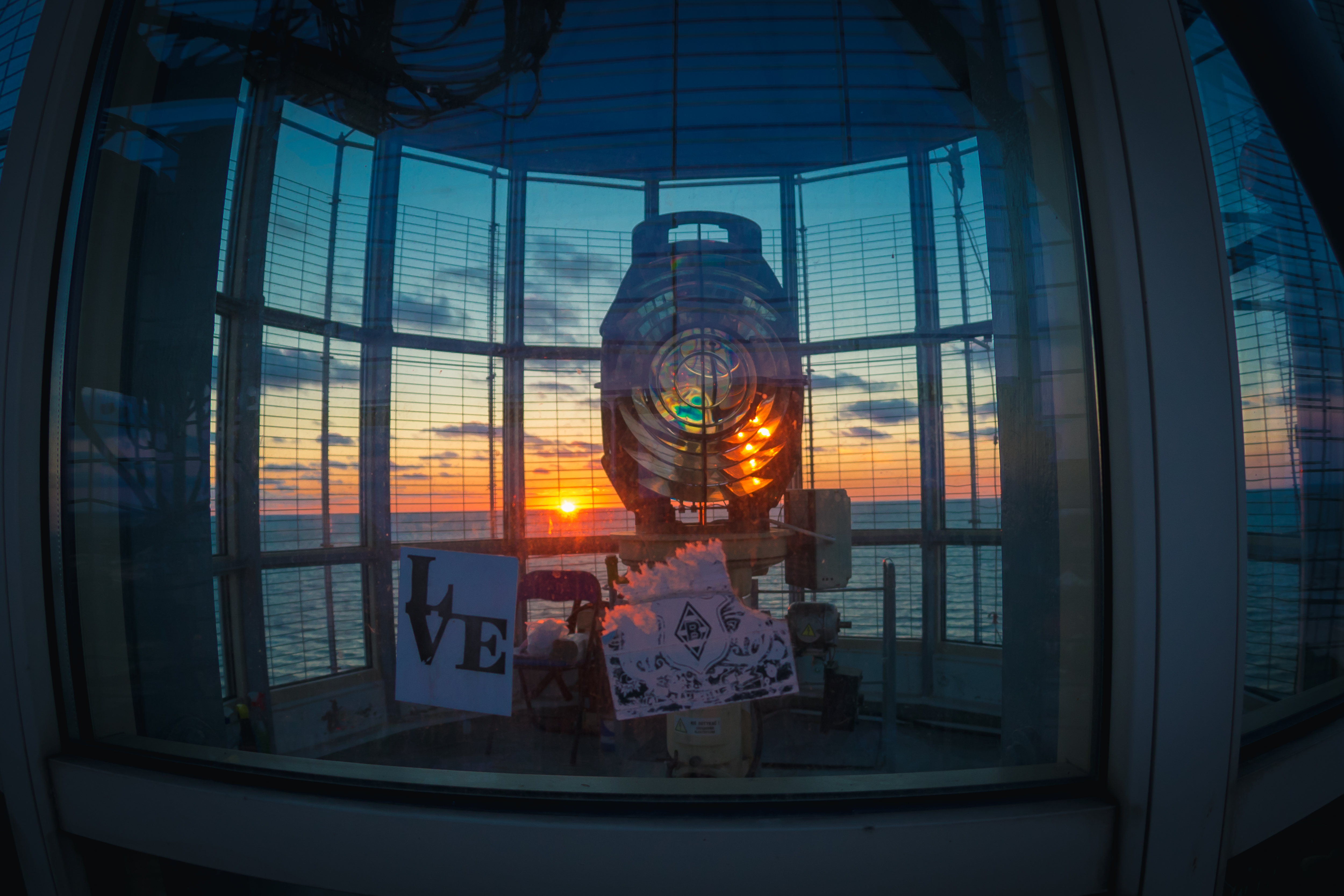
Optické zařízení
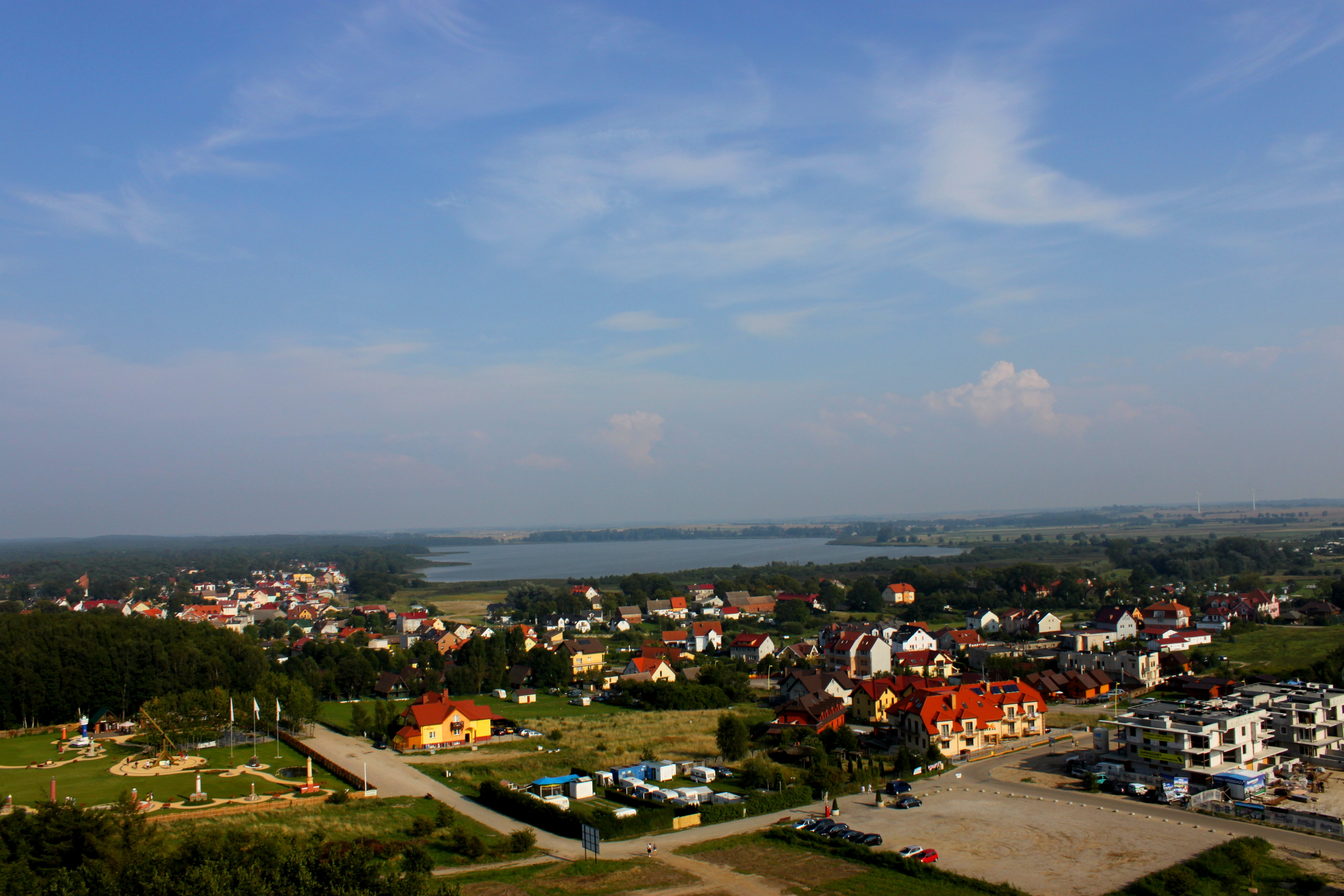
Niechorze, pohled z majáku
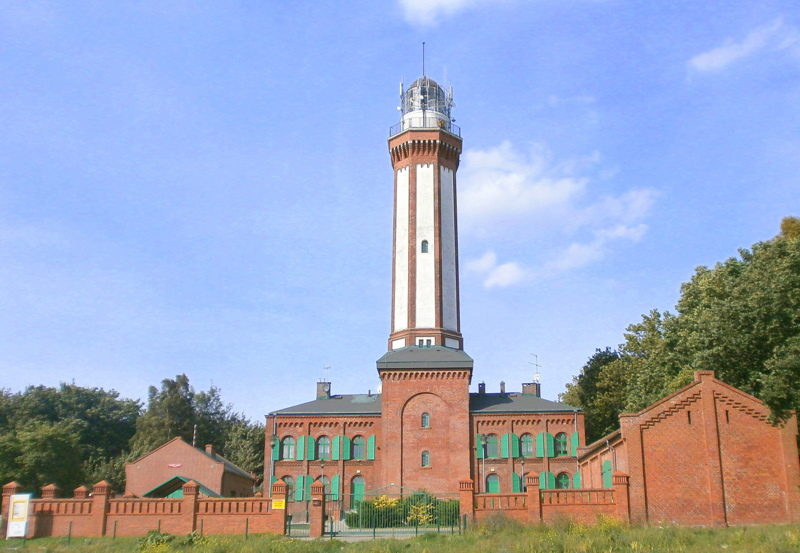
Maják
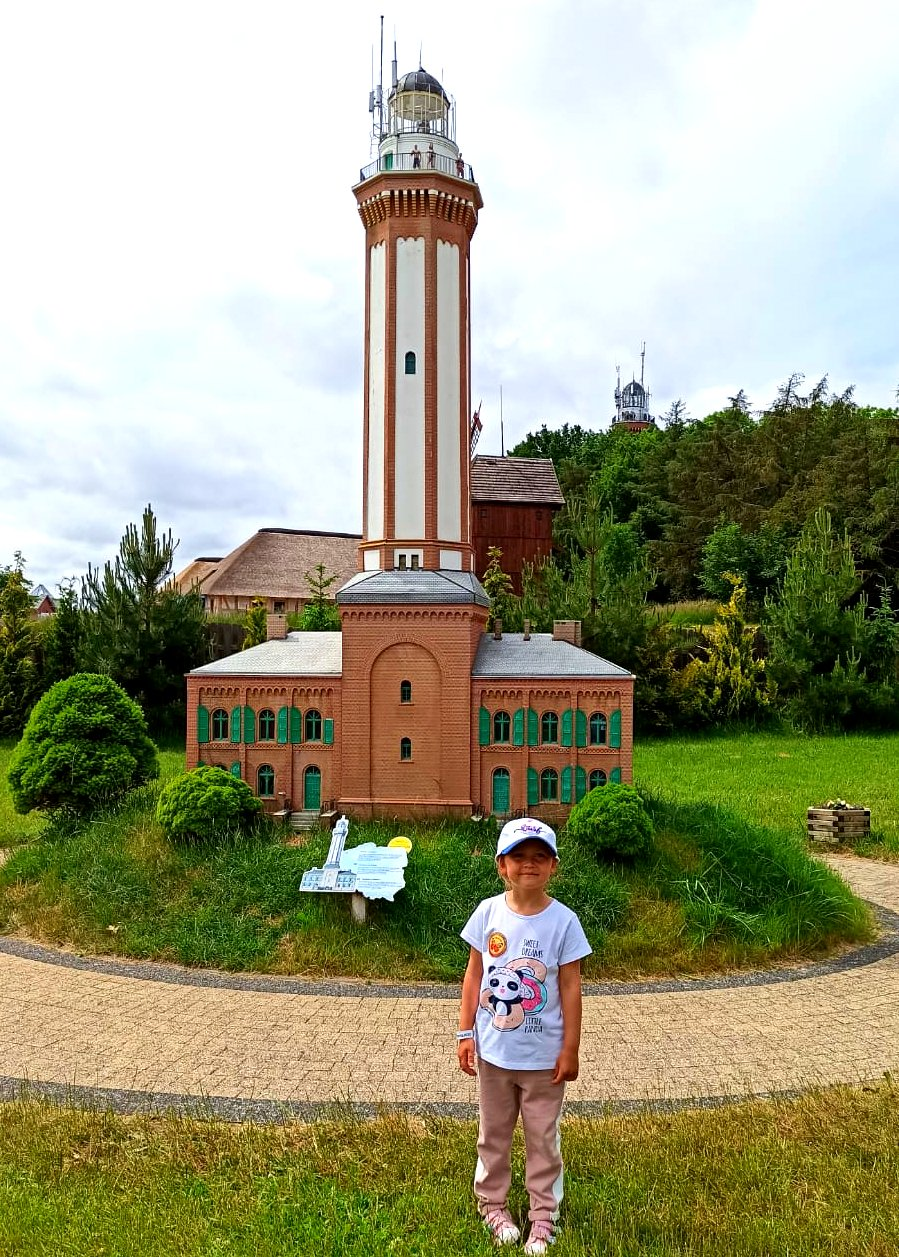
Park miniatur polských majáků